# Stanford Synchrotron Radiation Lightsource

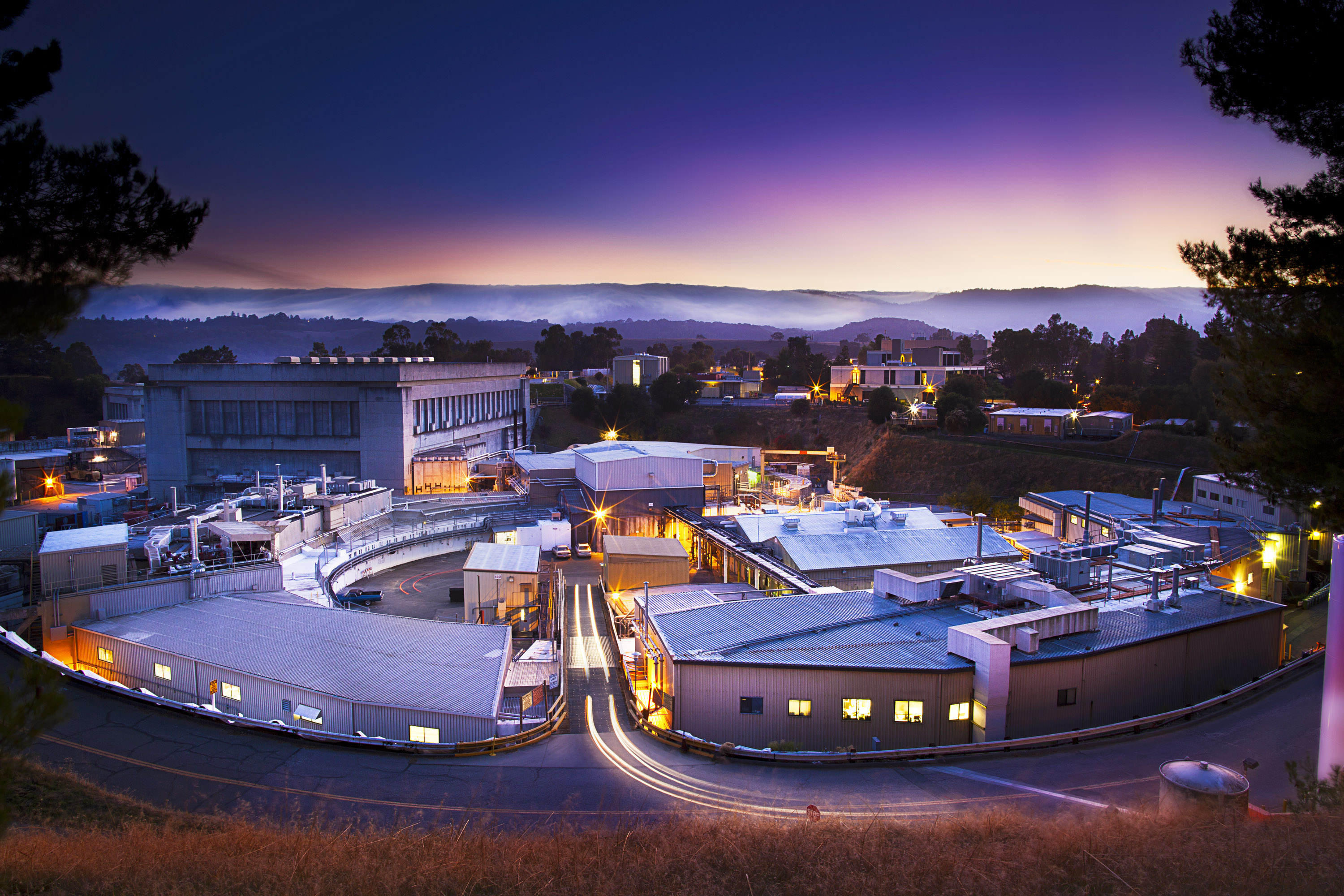
SSRL al atardecer

El Stanford Synchrotron Radiation Lightsource ('Fuente de luz de radiación sincrotrón de Stanford'), también conocido por sus siglas en inglés SSRL, es una fuente de radiación sincrotrón de varias energías  para investigaciones científicas de importancia para la producción de energía, protección del medio ambiente, nanotecnología, medicina y nuevos materiales.
El sincrotrón SPEAR — Stanford Positron Electron Asymmetric Ring o 'Anillo Asimétrico de Positrones y Electrones de Stanford' — fue originalmente utilizado como un colisionador de partículas y ha sido remodelado en dos ocasiones, la primera, en 1992, para adaptarlo a la producción exclusiva de luz sincrotrón y la segunda, en 2005,  para incorporar los avances tecnológicos desarrollados en los sincrotrones de tercera generación.
SSRL está situado en Menlo Park, California. Es parte del Laboratorio Nacional de Aceleradores SLAC, perteneciente al Departamento de Energía de Estados Unidos y administrado por la Universidad de Stanford.

## Historia
En 1972 se construyó el sincrotrón SPEAR, como un colisionador de leptones: sendos haces de electrones y positrones se aceleraban y se mantenían orbitando en direcciones opuestas en el sincrotrón hasta que chocaban, originando al aniquilarse mutamente nuevas partículas. En estos experimentos se detectaron por primera vez la partícula J/ψ y el leptón tau. En 1973, en paralelo con los experimentos de física de partículas, empezaron a utilizarse los rayos X generados por las partículas en órbita en el anillo para diversas aplicaciones científicas y se inauguró el Proyecto de Radiación Sincrotrón de Stanford o SSRP, antecesor del SSRL.
A principios de los años 90, SPEAR empezó a usarse exclusivamente para producir radiación sincrotrón utilizando el haz de electrones. En 2004, se llevó a cabo una remodelación de SPEAR para convertirlo en un anillo de «tercera generación» (SPEAR3), capaz de generar haces de luz sincrotrón más concentrados e intensos.

## Aceleradores
Para acelerar el haz de electrones hasta la energía de operación de  3 GeV, SSRL cuenta con un acelerador linear o LINAC, que produce los electrones y los acelera hasta que alcanzan  120 MeV, un booster de  133,4 m de circunferencia, donde las partículas adquieren la energía de  3 GeV y el anillo de almacenamiento SPEAR. El acelerador lineal consta de tres secciones de   3 m de longitud, cada una equipada con un klistrón que genera el campo electromagnético acelerador. El booster contiene 20 secciones, con imanes curvadores precedidos de cuadrupolos magnéticos Durante la reconstrucción de 2004 la configuración magnética de SPEAR fue totalmente rediseñada y se reemplazaron todos sus elementos, aunque se siguieron usando las cavidades de radiofrecuencia originales.

## Líneas de luz

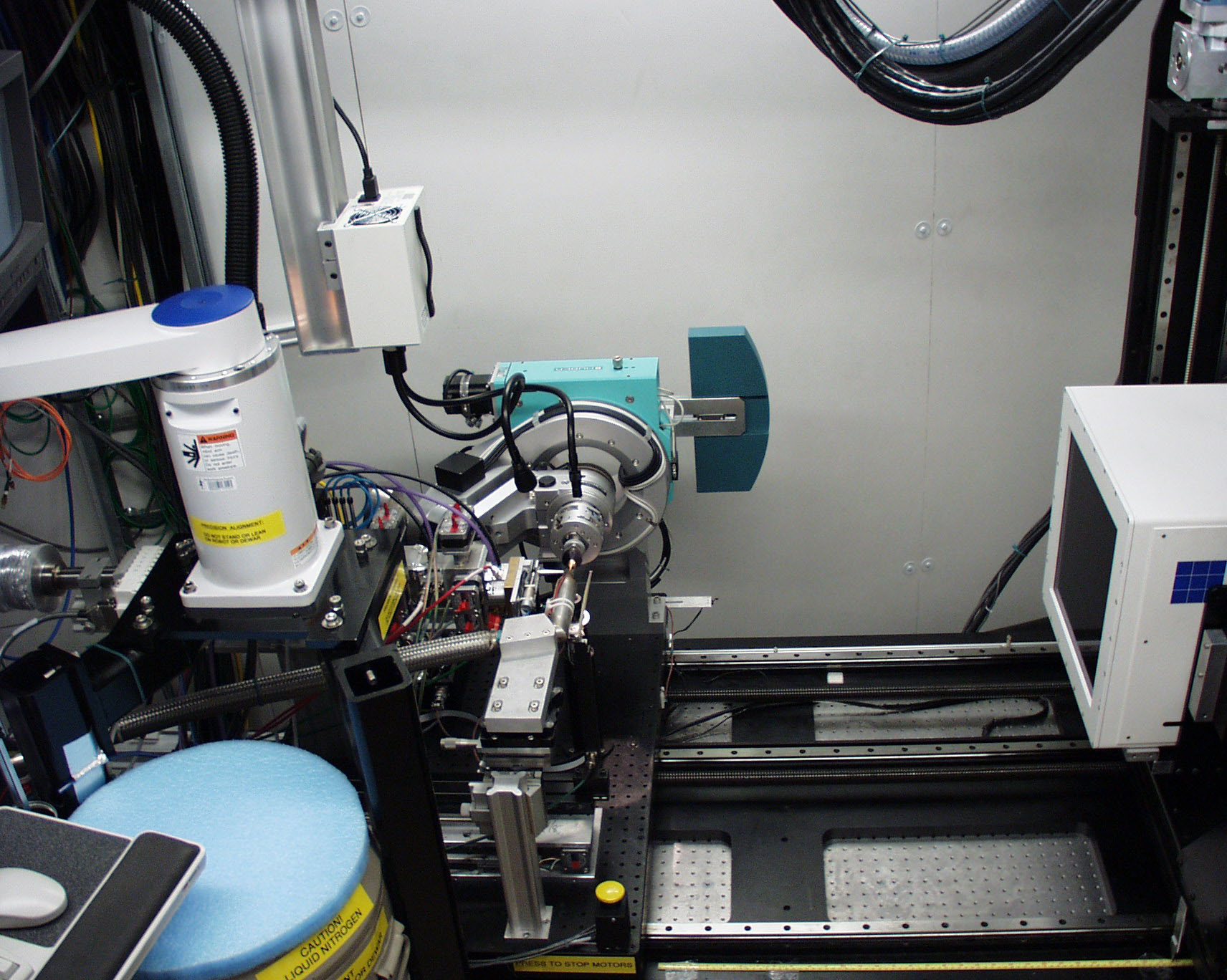
Línea de luz para experimentos de cristalografía de rayos X

SSRL posee una treintena de líneas de luz. La mayoría son líneas de rayos X de diversas energías, pero ocho de ellas producen radiación ultravioleta. En las líneas se llevan a cabo experimentos usando diferentes técnicas:
- Espectroscopía de absorción y emisión
- Microscopía
- Difracción y dispersión

Entre los múltiples proyectos de investigación llevados a cabo destacan los estudios en ciencia del medio ambiente, centrados en la elucidación de la estructura y propiedades químicas de sustancias disueltas en agua, las reacciones de compuestos naturales con diversos contaminantes y la metabolización de metales por microbios. Otra área de investigación importante es la cristalografía de macromoléculas. Varias de las líneas dedicadas a esta técnica jugaron un papel destacado en los estudios sobre la transcripción por los que Roger Kornberg recibió el Premio Nobel de Química en 2006. También se han realizado avances en el estudio de superconductores a alta temperatura, materiales para producir energía solar y nuevas estructuras de carbono y diamante con interesantes aplicaciones tecnológicas.